# Geoffroy Tournemine
Pour les articles homonymes, voir Tournemine.
Geoffroy Tournemine (mort avant 1317)  est un ecclésiastique qui fut évêque de Tréguier de 1296 à sa mort.

## Biographie
Geoffroy est le fils cadet de Geoffroy II Tournemine (teste en 1264), seigneur de la Hunaudaye et de Julienne Bortherel, fille du seigneur de Quentin. Après la mort d'Alain de Bruc Geoffroy Tournemine est élu par le chapitre de chanoines évêque de Tréguier en avril 1296 et il est consacré par Renaud de Montbazon l'archevêque de Tours. C'est sous son épiscopat que Yves Hélory de Kermartin devenu recteur de Louannec en 1293, fait édifier en 1296 la chapelle du Minihy-Tréguier. La même année la nef de la cathédrale de Tréguier est bâtie. Geoffroy de Tournemine reçoit également, la visite du métropolitain de Tours. Yves Hélory meurt le 19 mai 1303. On ignore la date de la disparition de Geoffroy Tournemine mais en 1309 il donne quittance aux exécuteurs testamentaires du duc Jean II de Bretagne et son successeur est nommé par le pape Jean XXII en 1317. Cette même année 1309 il transigea avec Yves, abbé de Saint-Aubin des Bois en Plédéliac, en présence de l'évêque de Saint-Brieuc Mgr Geoffroy II

## Héraldique
Ses armoiries sont: écartelé d'or et d'azur